# ロス・A・マクギニス
ロス・アンドリュー・マクギニス（英:Ross Andrew McGinnis、1987年6月14日 - 2006年12月4日）は、アメリカ陸軍の軍人。イラク戦争で戦死。享年19歳。第1歩兵師団の所属で、死後、特技兵に昇進（生前は上等兵）。その勇敢な行動に対し、死後にアメリカ軍の最高勲章である名誉勲章を贈られている。
2006年12月4日のパトロール中、ハンヴィーの銃座に射手として座っていた時、車列が攻撃され、手榴弾が車内に投げ込まれた。マクギニスは、即座に手榴弾の上に覆いかぶさり戦死し、車内にいた4人の兵士の命を救った。イラク戦争において、名誉勲章を受章した4人目の軍人であり、彼の死後、遺族が勲章を受け取った。

## 幼少期と教育
マクギニスは、1987年6月14日にペンシルベニア州ミードビルで、母ロメイン・マクギニスと父トム・マクギニスの間に生まれた。3歳の時に、家族がピッツバーグの北90マイル（約144Km）にある町ノックスに引越し、そこで育った。幼稚園に通っていた時、先生から「大きくなったら、私は_______になりたい」と書かれた紙を受け取った彼は「軍人」と記入している。その後、彼は、ボーイスカウトアメリカ連盟に参加したり、車の修理などを楽しんだり、複数のスポーツに興じるアスリートとして幼少期を過ごした。特にキリスト教青年会を通じて、バスケットボール、サッカー、リトルリーグでの野球を楽しんでいた。クラリオン郡の公立学校であるキーストーン中学校・高等学校に通い、2005年に卒業している。彼には、ベッキーとケイティの2人の姉妹がいる
。

## 軍歴

### 入隊
幼稚園の頃から兵士を志していたマクギニスは、2004年6月14日の17歳の誕生日に遅延入隊プログラム（DEP）を通じてアメリカ陸軍に入隊した。ジョージア州フォート・ベニングでの基礎訓練を修了した後、ドイツのシュヴァインフルトにあるレドワード・バラックスに駐留する第26歩兵連隊第1大隊に配属された。

### 戦死
2006年8月、19歳になった時、マクギニスの連隊はバグダード東部に配備されていた。マクギニスはアダミヤの反政府勢力に対する作戦に、ハンヴィーのブローニングM2重機関銃射手として参加していた。12月4日、マクギニスが所属する小隊が、ハンヴィーを用いたパトロールをアダミヤで行っていたとき、マクギニスの乗っていた車両に手榴弾が投げ込まれた。マクギニスは、同乗していた他の4人の兵士に叫んで警告し、彼らが爆発に備える時間を作った。同乗の兵士のうち1人が、手榴弾がどこにあるか分からないと答えると、マクギニスはハッチから飛び降りる代わりに、手榴弾の上に体を投げ出し、爆発の大部分を抑えた。マクギニスは即死したが、他の乗組員は軽傷を負っただけで済んだ。

### 名誉勲章

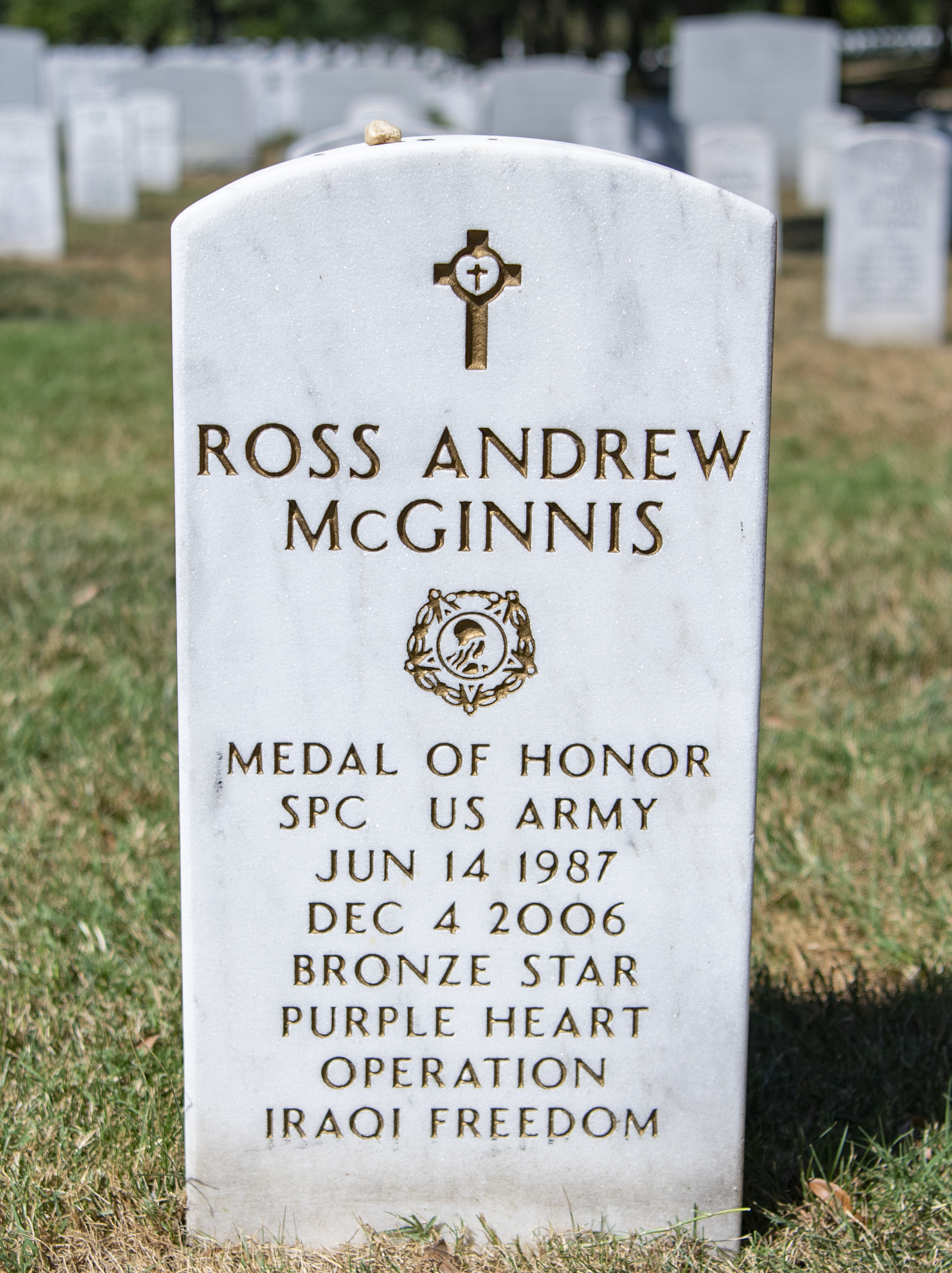
アーリントン国立墓地にあるマクギニス特技兵の墓。墓石の下には第1歩兵師団の師団章で飾られた黄色のバラがある。

マクギニスは、バージニア州のアーリントン国立墓地に埋葬されている 。マクギニスは、イラク戦争開戦以来、生きたまま手榴弾の上に覆いかぶさった5人のアメリカ軍の兵士の1人となった。他の4人は、ジェイソン・ダナム伍長（海兵隊、名誉勲章）、マイケル・A・モンスーア二等兵曹（海軍、名誉勲章）、カイル・カーペンター伍長（海兵隊、名誉勲章）、ラファエル・ペラルタ三等軍曹（海兵隊、海軍十字章）である。またマクギニスは、イラク戦争における4人目の名誉勲章受章者である。
2008年6月2日、ホワイトハウスのイーストルームで式典が開かれ、ジョージ・W・ブッシュ大統領から遺族に名誉勲章が贈られた。この式典には、遺族と大統領の他に、副大統領、ジェームズ・ピーク退役軍人長官、ピート・ゲレン陸軍長官、マイケル・ウィン空軍長官、ジェームズ・カートライト統合参謀本部副議長などの多くの著名人が出席した。他にも連邦議会議員や、イラクでマクギニスが所属していた部隊のメンバーが出席し、その中には、マクギニスが命を犠牲にして救った4人の兵士も含まれていた。

## 勲章

### 略綬等
マクギニスは死後に名誉勲章に加えて、ブロンズスターメダルとパープルハート章も贈られた。また、階級も上等兵から特技兵に特進した。
|  |             |  |
|  |             |  |
|  |             |  |
|  | Bronze star |  |
|  |             |  |

| 戦闘歩兵記章         |                      |                           |                           |                    |                    |
| 名誉勲章             |                      |                           |                           |                    |                    |
| ブロンズスターメダル | ブロンズスターメダル | パープルハート章          | パープルハート章          | 陸軍善行章         | 陸軍善行章         |
| 国防従軍勲章         | 国防従軍勲章         | イラク従軍勲章（2回受章） | イラク従軍勲章（2回受章） | 対テロ戦争遠征勲章 | 対テロ戦争遠征勲章 |
| 対テロ戦争従軍勲章   | 対テロ戦争従軍勲章   | 陸軍従軍リボン            | 陸軍従軍リボン            | 陸軍海外従軍リボン | 陸軍海外従軍リボン |

### 名誉勲章勲記

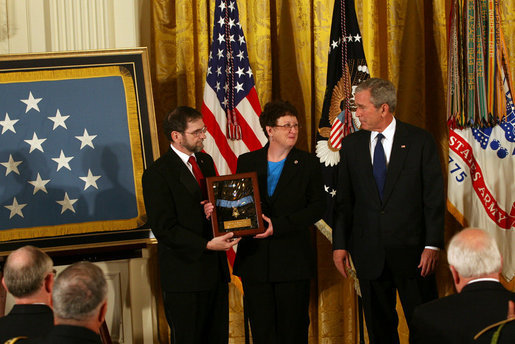
ジョージ・ブッシュ大統領から名誉勲章を授与されるロス・A・マクギニスの両親

義務の要求を超えて、命を危険に晒した、顕著な勇敢さと勇気に捧げる：
ロス・A・マクギニス上等兵は、2006年12月4日にイラクのバグダード北東部アダミヤにおける武装した敵に対する戦闘作戦に関連して、第26歩兵連隊第1大隊C中隊第1小隊のM2.50口径機関銃射手として奉仕していながら、義務の要求を超越した勇敢さと勇気ある行為によって、その名を顕著なものとした。

その日の午後、彼の所属する小隊は、その地域での宗派間紛争を減らし、制御するための戦闘統制作戦を行っていた。マクギニス上等兵がM2.50口径機関銃の射手を勤めていた時、反乱軍が投げた破片手榴弾が、銃座のハッチから車内に落下した。彼は素早く反応し、「手榴弾」と叫ぶことにより、同じ車両に乗車していた4人全員が手榴弾の爆発に備えることを許した。その後、銃座のハッチから安全な車外に飛び降りるのではなく、マクギニス上等兵は乗組員を守るという勇気ある決断を下した。マクギニス上等兵は、起爆された手榴弾の上に覆いかぶさり、彼の体と車両の間に固定し、爆発の大部分を吸収した。この私的な感情に捉われない勇敢な行動により、彼は致命傷を負った。

マクギニス上等兵の勇敢な行動は、4人の兵士を特定の重傷や死亡から直接的に守った。マクギニス上等兵の並外れた英雄的行為と、義務の要求を超越して、彼自身の命を犠牲にした無私無欲さは、兵役の最高の伝統に適うものであり、彼自身、彼の部隊、ひいてはアメリカ陸軍に偉大なる信用をもたらした。

### その他
公共放送サービス（PBS）は、マクギニスの両親や友人、故郷であるペンシルベニア州クラリオン郡ノックスの人々にインタビューを実施し、マクギニスの人生を記録した特別報告書を作成した。